# True (nummer van Spandau Ballet)
True is een nummer van de Britse groep Spandau Ballet. Het is de derde single van het gelijknamige album True uit 1983. Op 15 april dat jaar werd het nummer eerst in Europa op single uitgebracht. In juli volgden Australië, Nieuw-Zeeland en Japan en in augustus de VS en Canada.

## Achtergrond
Het nummer is geschreven door gitarist Gary Kemp. Opmerkelijk is dat hij niet speelt in de opname, in plaats daarvan is een synthesizer gebruikt. In de videoclip speelt hij wel basgitaar. Het nummer is deels een eerbetoon aan de Motown-artiest Marvin Gaye. True werd een vast onderdeel van het concertrepertoire; Op zaterdag 13 juli 1985 zong Spandau Ballet het nummer live in het Wembley Stadium tijdens het benefietconcert Live Aid.
De plaat werd wereldwijd een enorme hit en bereikte in thuisland het Verenigd Koninkrijk de nummer 1-positie in de UK Singles Chart. In Ierland en Canada werd eveneens de nummer 1-positie bereikt, in de Verenigde Staten, Australië en Nieuw-Zeeland de 4e positie.
In Nederland werd de plaat veel gedraaid op Hilversum 3 en werd een grote hit in de destijd drie landelijke hitlijsten op de nationale publieke popzender. Het betekende met een 4e positie in de Nederlandse Top 40 de definitieve doorbraak van de band..In de Nationale Hitparade werd de 5e positie bereikt en in de TROS Top 50 zelfs de 3e positie. In de Europese hitlijst op Hilversum 3, de TROS Europarade, werd de 16e positie bereikt.
In België bereikte de plaat de 9e positie in de voorloper van de Vlaamse Ultratop 50 en de 10e positie in de Vlaamse Radio 2 Top 30. In Wallonië werd géén notering behaald.

## Andere uitvoeringen
- In 1991 werd True opnieuw een hit als sample in Set Adrift on Memory Bliss van het hiphopduo P.M. Dawn. Zanger Tony Hadley, tot dan toe geen liefhebber van het genre, werkte mee aan de videoclip. Ook anderen hebben True als samplemateriaal gebruikt.
- Zelf nam Spandau Ballet in 2009 een nieuwe versie op voor het semi-akoestische album Once More.

## Bezetting
- Tony Hadley: zang
- Gary Kemp: gitaar, piano, synthesizer, zang
- Steve Norman: saxofoon, zang
- John Keeble: drum, backing zang

## Hitnoteringen

### Nederlandse Top 40
| True in de Nederlandse Top 40 -- binnen: 28-05- 1983 | True in de Nederlandse Top 40 -- binnen: 28-05- 1983 | True in de Nederlandse Top 40 -- binnen: 28-05- 1983 | True in de Nederlandse Top 40 -- binnen: 28-05- 1983 | True in de Nederlandse Top 40 -- binnen: 28-05- 1983 | True in de Nederlandse Top 40 -- binnen: 28-05- 1983 | True in de Nederlandse Top 40 -- binnen: 28-05- 1983 | True in de Nederlandse Top 40 -- binnen: 28-05- 1983 | True in de Nederlandse Top 40 -- binnen: 28-05- 1983 | True in de Nederlandse Top 40 -- binnen: 28-05- 1983 | True in de Nederlandse Top 40 -- binnen: 28-05- 1983 |
| Week                                                 | 22                                                   | 23                                                   | 24                                                   | 25                                                   | 26                                                   | 27                                                   | 28                                                   | 29                                                   |                                                      |                                                      |
| ---------------------------------------------------- | ---------------------------------------------------- | ---------------------------------------------------- | ---------------------------------------------------- | ---------------------------------------------------- | ---------------------------------------------------- | ---------------------------------------------------- | ---------------------------------------------------- | ---------------------------------------------------- | ---------------------------------------------------- | ---------------------------------------------------- |
| Positie                                              | 26                                                   | 14                                                   | 6                                                    | 4                                                    | 4                                                    | 9                                                    | 18                                                   | 34                                                   | uit                                                  |                                                      |

### Nationale Hitparade
| True in de Nationale Hitparade -- binnen: 29-05-1983 | True in de Nationale Hitparade -- binnen: 29-05-1983 | True in de Nationale Hitparade -- binnen: 29-05-1983 | True in de Nationale Hitparade -- binnen: 29-05-1983 | True in de Nationale Hitparade -- binnen: 29-05-1983 | True in de Nationale Hitparade -- binnen: 29-05-1983 | True in de Nationale Hitparade -- binnen: 29-05-1983 | True in de Nationale Hitparade -- binnen: 29-05-1983 | True in de Nationale Hitparade -- binnen: 29-05-1983 | True in de Nationale Hitparade -- binnen: 29-05-1983 | True in de Nationale Hitparade -- binnen: 29-05-1983 |
| Week                                                 | 22                                                   | 23                                                   | 24                                                   | 25                                                   | 26                                                   | 27                                                   | 28                                                   | 29                                                   | 30                                                   |                                                      |
| ---------------------------------------------------- | ---------------------------------------------------- | ---------------------------------------------------- | ---------------------------------------------------- | ---------------------------------------------------- | ---------------------------------------------------- | ---------------------------------------------------- | ---------------------------------------------------- | ---------------------------------------------------- | ---------------------------------------------------- | ---------------------------------------------------- |
| Positie                                              | 21                                                   | 12                                                   | 9                                                    | 5                                                    | 11                                                   | 8                                                    | 19                                                   | 23                                                   | 44                                                   | uit                                                  |

### TROS Top 50
Hitnotering: 19-05-1983 t/m 21-07-1983. Hoogste notering: #3 (2 weken).

### TROS Europarade
Hitmotering: 16-05-1983 t/m 17-07-1983. Hoogste notering: #16 (2 weken).

### NPO Radio 2 Top 2000
| Nummer met noteringen in de NPO Radio 2 Top 2000 | '99 | '00 | '01 | '02  | '03  | '04  | '05  | '06  | '07 | '08  | '09  | '10-'13 | '14  | '15-'16 | '17  | '18  | '19  | '20  |
| ------------------------------------------------ | --- | --- | --- | ---- | ---- | ---- | ---- | ---- | --- | ---- | ---- | ------- | ---- | ------- | ---- | ---- | ---- | ---- |
| True                                             | 998 | 805 | 896 | 1132 | 1434 | 1560 | 1796 | 1812 | -   | 1835 | 1965 | -       | 1961 | -       | 1852 | 1974 | 1877 | 1939 |

1. ↑  Een '-' betekent dat het nummer niet was genoteerd en een vetgedrukt getal geeft de hoogste notering aan.
2. ↑  Deze tabel is bijgewerkt tot en met de laatste editie (2024).